# Ioann (Ternoveckyj)
Ioann (světským jménem: Mykolaj Vasylovyč Ternoveckyj; * 1. srpna 1954, Valy) je ukrajinský duchovní Ukrajinské pravoslavné církve Moskevského patriarchátu a biskup izjumský a kupjanský.

## Život
Narodil se 1. srpna 1954 ve vesnici Valy Černovické oblasti.
Po střední škole absolvoval povinnou vojenskou službu. Dne 3. února 1979 byl arcibiskupem charkovským Nykodymem (Rusnakem) rukopoložen na diákona a o den později na jereje. Stal se představeným chrámu Narození přesvaté Bohorodice ve vesnici Hubarivka. Dne 2. září 1980 byl převeden do chrámu svatých Petra a Pavla vesnice Petropavlivka. Po dvou letech se stal klerikem katedrálního chrámu Zvěstování v Charkově.
Roku 1986 dokončil Moskevský duchovní seminář a 17. srpna 1988 byl povýšen na protojereje. Po dokončení semináře pokračoval na Moskevskou duchovní akademii.
Dne 12. května 1992 byl jmenován blagočinným 7. okruhu charkovské eparchie. Od 22. října 1993 se stal asistentem inspektora a přednášejícím Charkovského duchovního učiliště. Roku 1995 byl ustanoven představeným chrámu svatého Pantelejmona v Charkově. 
Zastával funkci sekretáře eparchie. Dne 26. ledna 2019 přijal mnišský postřih se jménem Ioann s povýšením na archimandritu.
Dne 23. listopadu 2022 jej Svatý synod Ukrajinské pravoslavné církve zvolil biskupem izjumským a kupjanským. Biskupská chirotonie proběhla 27. listopadu v Kyjevskopečerské lávře. Hlavním světitelem byl metropolita kyjevský a celé Ukrajiny Onufrij (Berezovskyj).